# Rang (botanique)
Pour les articles homonymes, voir Rang taxinomique.

Les principaux rangs de la classification du vivant.

En nomenclature botanique, un taxon est habituellement affecté à un rang taxinomique dans la hiérarchie systématique. Le rang de base est l'espèce, qui définit un ensemble d'individus interfécondables. Le second en importance est le genre (genus) : une espèce ne peut pas recevoir un nom botanique sans être affectée à un genre. Le rang de troisième importance est la famille.
N.B. la famille n'était pas utilisée par Carl von Linné : de tous les noms botaniques donnés par Linné, seuls les noms de genre, espèce et variété sont utilisés aujourd'hui.

## Rangs principaux
Selon l'article 3.1 du « Code international de nomenclature botanique » : Les principaux rangs des taxons par ordre décroissant sont : le règne (regnum), l'embranchement ou phylum (divisio, phylum), la classe (classis), l'ordre (ordo), la famille (familia), le genre (genus), et l'espèce (species). Chaque espèce peut ainsi être affectée à un genre, chaque genre à une famille, etc.

## Rangs secondaires
Des rangs secondaires, non systématiques, peuvent être intercalés entre les rangs principaux, notamment lorsque le nombre de sous-taxons d'un taxon donné est fortement élevé, ou que des différences majeures (morphologiques, écologiques ou autres) y caractérisent nettement des sous-groupes.
Selon l'article 4.1., les rangs secondaires des taxons par ordre décroissant sont la tribu (tribus) entre la famille et le genre, la section (sectio) puis la série (series) entre le genre et l'espèce, ainsi que la variété (varietas) puis la forme (forma) au-dessous de l'espèce.

## Sous-taxons
Art. 4.2. Si l'on souhaite disposer d'un plus grand nombre de rangs de taxons, leur nom se forme par l'addition du préfixe « sous- » (sub-) aux noms des rangs principaux ou secondaires. Une plante peut ainsi se voir classer dans des taxons aux rangs suivants (par ordre décroissant): regnum (Plantae), subregnum, divisio ou phylum, subdivisio ou subphylum, classis, subclassis, ordo, subordo, familia, subfamilia, tribus, subtribus, genus, subgenus, sectio, subsectio, series, subseries, species, subspecies, varietas, subvarietas, forma, subforma.
Selon l'Art. 4.3., des rangs supplémentaires peuvent également être intercalés ou ajoutés, pourvu qu'ils ne deviennent pas source de confusion ou d'erreur.
rangs principaux (latin)
- - - rangs secondaires (latin)
- - - - - - - autres rangs (latin)
règne (regnum)
- - - - - - - subregnum
embranchement, division ou phylum (divisio, phylum)
- - - - - - - sous-division (subdivisio) ou sous-phylum (subphylum)
classe (classis)
- - - - - - - sous-classe (subclassis)
ordre (ordo)
- - - - - - - sous-ordre (subordo)
famille (familia)
- - - - - - - sous-famille (subfamilia)
- - - tribu (tribus)
- - - - - - - sous-tribu (subtribus)
genre (genus)
- - - - - - - sous-genre (subgenus)
- - - section (sectio)
- - - - - - - sous-section (subsectio)
- - - série (series)
- - - - - - - sous-série (subseries)
espèce (species)
- - - - - - - sous-espèce (subspecies)
- - - variété (varietas)
- - - - - - - sous-variété (subvarietas)
- - - forme (forma)
- - - - - - - sous-forme (subforma)
Les noms de rangs de taxons sont strictement définis par le code pour les noms au rang d'ordre et en dessous, mais au-dessus ils font l'objet d'une certaine souplesse (comme la classe Magnoliopsida, parfois nommée Dicotydelonea).
Les taxons au rang du genre et au-dessus ont un nom simple, constitué d'un seul mot (règne Plantae, ordre Fabales, famille Pontederiaceae, genre Tradescantia). En dessous du rang du genre les taxons ont un nom binominal combinant deux termes : un nom de genre associé à un nom de section ou de sous-genre, et pour les espèces à une épithète spécifique (Paraserianthes sect. Falcataria, Lilium martagon). Les taxons au-dessous de l'espèce (infraspécifiques) ont un nom trinominal, soit la combinaison d'un nom d'espèce suivi de l'abréviation du rang (subsp.,var., fo.) et d'une seule épithète infraspécifique (Festuca ovina subsp. hirtula).

## Rangs hybrides
Les principaux rangs de nothotaxons (taxons hybrides) sont le nothogenre et la nothoespèce. Ces rangs sont au même niveau que le genre et l'espèce, mais l'addition du préfixe notho- indique leur caractère hybride (Art. 3.2.).
Les rangs subordonnés des nothotaxons sont les mêmes que les rangs subordonnés des taxons non-hybrides, mais le nothogenre est le rang le plus élevé qui soit autorisé (Art. 4.4.).